# 韋抗
韦抗（?—?），唐朝雍州萬年縣人，京兆韋氏鄖公房，官至刑部尚書，諡號為貞。北周鄖襄公、大司空韋孝寬的玄孫，陵州刺史韦津的曾孙，太子詹事、武陽貞侯韦琨的孙子，韦暢的儿子，韦安石从父兄子。
韦抗弱冠举明经，官至吏部郎中，以清廉谨慎著称。景云初年，为永昌县令，不崇尚威刑而政令肃一。前后为政，宽猛得当，没有比得上韦抗。升任为右台御史中丞，吏民到朝廷请留，皇帝不许，于是在路上立碑，纪其政绩。开元三年（715年），自太子左庶子出为益州大都督府长史。开元四年（716年），入朝为黄门侍郎。河曲胡康待宾反唐，韦抗持节慰抚。韦抗武略非长，称病逗留，不没有与敌军交手而返。开元八年（720年）九月，突厥攻打甘、凉等州，击败凉州都督杨敬述，掠夺契苾部落。以御史大夫王晙为兵部尚书兼幽州都督、节度河北诸军大使，黄门侍郎韦抗代王晙为御史大夫、朔方行军大总管。后来兼按察京畿。弟韦拯为万年令，兄弟领京兆，时以为荣。宋璟罢相，唐玄宗想用张嘉贞，忘其名。夜问中书侍郎韦抗：“朕曾记其风操，而今为北方大将，张姓二字名，卿为我想想。”韦抗说：“张齐丘吗？今为朔方节度使。”玄宗下诏以他为相。夜半，阅读大臣表疏，看见张嘉贞所献，于是以张嘉贞为中书侍郎、同中书门下平章事。开元十年（722年），唐玄宗至东都。有洛阳主簿王钧为张嘉贞修宅，想要当御史，受赃事发，玄宗在朝堂集众决杀王钧。张嘉贞催促速刑来灭口，归罪于御史大夫韦抗、御史中丞韦虚心。裴漼代韦抗为御史大夫。韦抗贬黜为安州都督，改博州刺史。入朝为大理卿，进刑部尚书。开元十三年（725年）冬，封泰山还，玄宗分吏部为十铨，敕宇文融与礼部尚书苏颋、刑部尚书韦抗、工部尚书卢从愿、右散骑常侍徐坚、博州刺史崔琳、魏州刺史崔沔、荆州长史韦虚心、郑州刺史贾曾、怀州刺史王丘等分掌选事。开元十四年（726年），御史大夫崔隐甫、中丞李林甫弹劾张说，唐玄宗让源乾曜、刑部尚书韦抗、大理少卿胡珪、御史大夫崔隐甫到尚书省审问张说。韦抗的僚属奉天尉梁升卿、新丰尉王倕、华原尉王焘，后都为显官。梁升卿工书法，擅长八分，官至广州都督，作品有《东封朝觐碑》。王倕官至河西节度使。其他如王缙、崔殷等，都是一时之选。韦抗为官清廉，去世时无以葬，唐玄宗特给轊车。赠太子少傅，谥贞。其子韦翹，官至同州刺史。